# Georg Preidler
Georg Preidler, né le 17 juin 1990 à Graz, est un coureur cycliste autrichien, professionnel entre 2010 et 2019.

## Biographie
En 2010, Georg Preidler commence sa carrière professionnelle au sein de l'équipe continentale autrichienne Arbö Gourmetfein Wels. Pour sa première saison, il termine deuxième du championnat d'Autriche de course de côte et participe aux championnats du monde sur route où il se classe 24e de la course en ligne des moins de 23 ans. En 2011, il rejoint l'équipe continentale Tyrol. Il remporte Toscane-Terre de cyclisme, une des manches de la Coupe des Nations U23, ainsi que le Gran Premio Palio del Recioto. Il termine également troisième du championnat d'Autriche sur route espoirs et septième du Tour de l'Avenir.
Il signe pour la saison 2012 dans l'équipe américaine Type 1-Sanofi, puis rejoint en 2013 l'UCI ProTeam Argos-Shimano en 2013. Avec cette équipe, il participe à son premier grand tour avec une 36e place sur le Tour d'Espagne 2013. Il est ensuite 27e du Tour d'Italie 2014.
En 2015, il devient champion d'Autriche du contre-la-montre et prend part pour la première fois au Tour de France. Lors du Tour d'Italie 2016, il joue la victoire lors de la 14e étape, mais se classe finalement troisième au sprint au sein d'une échappée. Une semaine plus tard, il termine 26e du classement général, sa meilleure place sur un grand tour. En 2017, il est une nouvelle fois champion d'Autriche du contre-la-montre.
Lors de la saison 2018, après cinq années passées chez Sunweb, il rejoint l’équipe française Groupama-FDJ. Il devient pour la troisième fois champion national du contre-la-montre et se classe troisième de la course en ligne. Il remporte également la sixième étape du Tour de Pologne après avoir attaqué au sein du groupe de favori juste avant la ligne d'arrivée. Il s'agit de sa première victoire dans l'UCI World Tour. 
En mars 2019, dans le cadre de l'opération Aderlass, un réseau international de dopage est démantelé par la police autrichienne lors des championnats du monde de ski nordique 2019, il reconnait avoir eu recours aux prélèvements sanguins sans cependant se l'avoir réinjecté. Il quitte l'équipe Groupama-FDJ après avoir présenté sa démission. Il est suspendu quatre ans par l'UCI, du 5 mars 2019 au 4 mars 2023 et perd tous ses résultats obtenus entre le 1er février 2018 et le 5 mars 2019. En septembre 2019, il est inculpé par la justice de fraude commerciale grave. Le procureur général à Innsbruck, l'accuse d'avoir commencé le dopage sanguin et la prise d'hormones de croissance dès le Tour d'Italie 2017, alors que Preidler nie être passé à l'acte,. En juillet 2020, il est condamné à 2 880 euros d'amende et à 12 mois de prison avec sursis.

## Palmarès et classements mondiaux

### Palmarès
- 2011
  - Toscane-Terre de cyclisme
  - Gran Premio Palio del Recioto
  - 3e du championnat d'Autriche sur route espoirs
  - 7e du Tour de l'Avenir
- 2012
  - 3e du Grand Prix du canton d'Argovie
- 2013
  - 3e du Tour de Cologne
- 2015
  -  Champion d'Autriche du contre-la-montre
- 2017
  -  Champion d'Autriche du contre-la-montre

### Résultats sur les grands tours

#### Tour de France
2 participations
- 2015 : 87e
- 2016 : 56e

#### Tour d'Italie
4 participations
- 2014 : 27e
- 2016 : 26e
- 2017 : 71e
- 2018 : 29e

#### Tour d'Espagne
2 participations
- 2013 : 36e
- 2018 : abandon (11e étape)

### Classements mondiaux
| Année           | 2011 | 2012 | 2013 | 2014 | 2015 |
| --------------- | ---- | ---- | ---- | ---- | ---- |
| UCI World Tour  |      |      | 193e | nc   | nc   |
| UCI Europe Tour | 155e | 232e |      |      |      |